# エストニア空軍
エストニア空軍（エストニアくうぐん、エストニア語:Eesti Õhuvägi）はエストニアにおける空軍組織。現在のエストニア空軍は1991年に再設立されたものであり、作戦機は有していない。

## 概要
第一次世界大戦後にエストニアが独立すると、それに伴い、空軍も設立された。最初の空軍の設立は1918年11月21日のことである。1930年代には130機の航空機を有していた。その後、ソ連による併合時期やナチス・ドイツに占領されていた時期には空軍を有しておらず、それぞれの国家の部隊がエストニアに駐留、あるいはそれぞれの国家によってエストニア人部隊が編成された。
1991年にソ連より独立すると、12月16日にエストニア空軍も再設立された。装備としては東欧・旧ソ連製のものを継承している。2004年にエストニアは北大西洋条約機構（NATO）に加盟したこともあり、作戦体系を西側のものに変更する必要が生じている。なお、2007年現在、エストニア空軍は練習機（軽攻撃機・COIN機を兼ねる）と連絡機、ヘリコプターのみを有しており、本格的な作戦機は保有していない。そのため、領空警備をNATOに依存している（北大西洋条約機構によるバルト三国の領空警備）。

## 装備

### 航空機
| 名称           | 画像 | 製造国           | 種別                  | 現用数  | 備考              |
| -------------- | ---- | ---------------- | --------------------- | ------- | ----------------- |
| L-39C          |      | チェコスロバキア | 練習機                | 1機以上 | リース機          |
| M28            |      | ポーランド       | 輸送機                | 2機     |                   |
| ロビンソン R44 |      | アメリカ合衆国   | 哨戒/練習ヘリコプター | 2機     | 2機はFLIR装備型。 |

### レーダー
| 名称                 | 画像 | 製造国         | 種別                         | 現用数 | 備考 |
| -------------------- | ---- | -------------- | ---------------------------- | ------ | --- |
| AN/TPS-77            |      | アメリカ合衆国 | パッシブ・フェーズドアレイ   | 1基    | ケーラヴェレに設置。                                                                                                   |
| VERA-E               |      | チェコ         | パッシブレーダー             |        | |
| グランドマスター 403 |      | フランス       | アクティブ・フェーズドアレイ | 2基    | バルト海のムフ島と、トイカ空軍基地に設置。 2022年5月にタレスとアップグレード契約を締結しており、2025年までに実施予定。 |
| GCA-2020             |      | アメリカ合衆国 | 精密進入レーダー             | 1基    | アマリ空軍基地に設置。                                                                                                 |